# 의 (시호)
의는 시호에 쓰이는 글자다. 음이 같은 懿, 毅 두 다른 글자가 있다. 《일주서》 〈시법해〉에서 懿는 온유성선(溫柔聖善)을 일컫는다 한다.

## 의제(毅帝)
- 끼엔푹
- 동치제
- 정덕제
- 후 레 세종

## 의왕(懿王)
- 서주 의왕
- 전한 치천 의왕 유지
- 전한 제 의왕 유수

## 의공(懿公)
- 노 의공
- 연 의공
- 위 의공
- 제 의공

## 의후(懿侯)
- 영음의후 관영
- 한 의후

## 의자(懿子)
- 맹의자